# Jean Clarieux
Gaston Kléber Chambon dit Jean Clarieux, né le 3 avril 1911 à La Rochelle et mort le 11 février 1970 à Montmorency, est un acteur français spécialisé dans le doublage.

## Biographie
Son timbre de voix de titi parisien est très reconnaissable dans nombre de films américains des années 1950 et 1960 où il prête sa voix à des acteurs de complément (surtout dans des films de guerre et des westerns), mais aussi à Anthony Quinn. Il prête sa voix au Capitaine Haddock dans une série de dessins animés sur les aventures de Tintin réalisée par Ray Goossens : Le Crabe aux pinces d'or, Le Trésor de Rackham le Rouge, L'Étoile mystérieuse, L'Affaire Tournesol, Le Secret de la Licorne...
Au-delà du doublage, sa filmographie est importante : il interprète notamment un cheminot dans La Bataille du rail de René Clément, et c'est son visage buriné qui apparaît sur l'affiche du film. Dans Casque d'Or de Jacques Becker, il joue le rôle de Paul, aux côtés de Raymond Bussières. Il a également joué pour la télévision dans les années 1960, notamment dans la série Les Cinq Dernières Minutes de Claude Loursais et dans Les Beaux Yeux d'Agatha de Bernard Hecht.
Il est le grand-père paternel de l'autrice-illustratrice Édith Chambon.

## Théâtre
- 1935 : Trois hommes sur un cheval de Jean de Letraz, mise en scène Lucien Rozenberg, théâtre Sarah-Bernhardt
- 1937 : Baignoire B. de Maurice Diamant-Berger, mise en scène Jean Wall, Théâtre Marigny
- 1948 : Les Mains sales de Jean-Paul Sartre, mise en scène Pierre Valde, Théâtre Antoine
- 1949 : Les Mains sales de Jean-Paul Sartre, mise en scène Pierre Valde, Théâtre des Célestins
- 1950: J'y suis, j'y reste de Raymond Vincy et Jean Valmy, mise en scène de Jacques Baumer, Théâtre du Gymnase
- 1953 : Le Chauffeur de Max Maurey, mise en scène Michel de Ré, Théâtre du Grand-Guignol
- 1953 : La Garce et l'ange de Frédéric Dard, mise en scène Michel de Ré, Théâtre du Grand Guignol
- 1954 : Docteur Jekyll et mister Hyde de Frédéric Dard, mise en scène Robert Hossein, Théâtre du Grand-Guignol
- 1956 : Meurtre au ralenti de Boileau-Narcejac, mise en scène Alfred Pasquali, Théâtre du Grand-Guignol
- 1965 : Monsieur Carnaval livret Frédéric Dard, musique Charles Aznavour et Mario Bua, mise en scène Maurice Lehmann, Théâtre du Châtelet

## Filmographie

### Cinéma
- 1937 : Nostalgie de Victor Tourjansky : Batman
- 1941 : Les Jours heureux de Jean de Marguenat
- 1941 : Nous les gosses de Louis Daquin : un agent
- 1942 : Le Voile bleu de Jean Stelli : Henri Forneret
- 1943 : Coup de feu dans la nuit de Robert Péguy
- 1943 : Voyage sans espoir de Christian-Jaque : un membre de l'équipage
- 1944 : Cécile est morte de Maurice Tourneur : le voyageur dans le métro
- 1945 : Les Caves du Majestic de Richard Pottier : le taxi
- 1946 : Master Love de Robert Péguy
- 1946 : La Bataille du rail de René Clément : Lampin
- 1947 : Chemins sans lois de Guillaume Radot : "Dem"
- 1948 : La Figure de proue de Christian Stengel : Jojo
- 1948 : Scandale de René Le Hénaff : "Jo le balafré"
- 1949 : Maya de Raymond Bernard : le policier
- 1949 : Ronde de nuit de François Campaux
- 1950 : La Marie du port de Marcel Carné : un ouvrier
- 1950 : Amédée de Gilles Grangier : Étienne
- 1950 : Cartouche, roi de Paris de Guillaume Radot : un voleur
- 1950 : La Ronde de Max Ophüls : le brigadier sur le banc
- 1950 : Trafic sur les dunes de Jean Gourguet
- 1950 : Trois Télégrammes d'Henri Decoin : le capitaine des pompiers
- 1951 : Les Amants de Bras-Mort de Marcello Pagliero : un marinier
- 1951 : Duel à Dakar de Claude Orval et Georges Combret : l'agent
- 1951 : La nuit est mon royaume de Georges Lacombe : un camarade de Pinsart
- 1951 : Juliette ou la Clé des songes de Marcel Carné : un homme du village
- 1951 : Jep le traboucaire de Jean Faurez (film resté inachevé)
- 1952 : Paris chante toujours de Pierre Montazel
- 1952 : Casque d'Or de Jacques Becker : Paul
- 1952 : Le Jugement de Dieu de Raymond Bernard[2] : un chef de bande
- 1952 : La Fête à Henriette de Julien Duvivier : Dédé
- 1952 : La Fugue de monsieur Perle de Pierre Gaspard-Huit : un cheminot S.N.C.F
- 1952 : Nous sommes tous des assassins d'André Cayatte : le barman
- 1952 : Quitte ou double de Robert Vernay
- 1952 : Le Secret d'une mère de Jean Gourguet
- 1952 : Deux de l'escadrille de Maurice Labro
- 1953 : Tourbillon d'Alfred Rode
- 1953 : L'Aventurière du Tchad de Willy Rozier
- 1953 : Maternité clandestine de Jean Gourguet : Dédé
- 1954 : Touchez pas au grisbi de Jacques Becker : un consommateur chez "Bouche"
- 1954 : La Fille perdue de Jean Gourguet : Loulou
- 1954 : Sur le banc de Robert Vernay : le transporteur
- 1954 : Le Vicomte de Bragelonne de Fernando Cerchio : un paysan
- 1955 : Les Diaboliques d'Henri-Georges Clouzot : le chauffeur
- 1955 : Les Chiffonniers d'Emmaüs de Robert Darène : M. Vatier
- 1955 : Les Évadés de Jean-Paul Le Chanois : un prisonnier
- 1955 : Les Nuits de Montmartre de Pierre Franchi
- 1955 : Plus de whisky pour Callaghan de Willy Rozier
- 1955 : Les salauds vont en enfer de Robert Hossein : un gardien
- 1955 : Je suis un sentimental de John Berry : le nouveau locataire
- 1955 : L'Irrésistible Catherine d'André Pergament
- 1956 : Le Long des trottoirs de Léonide Moguy : le père
- 1956 : Si tous les gars du monde de Christian-Jaque : Riri
- 1956 : Paris canaille de Pierre Gaspard-Huit : le cheminot
- 1956 : Paris, Palace Hôtel d'Henri Verneuil : le responsable du réveillon surprise
- 1958 : Moi et le colonel de Peter Glenville : un soldat français
- 1960 : Marie des Isles de Georges Combret
- 1960 : Une gueule comme la mienne de Frédéric Dard : le clochard
- 1960 : Il suffit d'aimer de Robert Darène : le procureur Dutour
- 1962 : Jusqu'à plus soif de Maurice Labro : Lacorre
- 1962 : L'Empire de la nuit de Pierre Grimblat
- 1969 : La Voie lactée de Luis Buñuel : Saint-Pierre

### Télévision
- 1958 : Les Cinq Dernières Minutes, épisode Un sang d'encre  de Claude Loursais : le bougnat
- 1959 :  Meurtre au ralenti de Jean-Paul Carrère
- 1961 : Les Cinq Dernières Minutes, épisode Cherchez la femme de Claude Loursais : Villefort
- 1962 : Commandant X - épisode : Le dossier Morel de Jean-Paul Carrère
- 1962 : L'inspecteur Leclerc enquête, épisode Les gangsters de Yannick Andréi
- 1962 : L'inspecteur Leclerc enquête, épisode Preuve à l'Appui de Pierre Badel
- 1962 : Les Cinq Dernières Minutes, épisode L’Épingle du jeu de Claude Loursais
- 1962 : Les Cinq Dernières Minutes, épisode C'était écrit de Claude Loursais : le patron du restaurant
- 1962 : Les Cinq Dernières Minutes épisode 26 : La Mort d'un casseur de Guy Lessertisseur : Antoine Durtol
- 1964 : Quand le vin est tiré ... (Les Cinq Dernières Minutes no 29), de Claude Loursais
- 1966 : Les Cinq Dernières Minutes, épisode Pigeon vole de Claude Loursais
- 1966 : Au théâtre ce soir : J'y suis, j'y reste de Raymond Vincy et Jean Valmy, mise en scène Jean Valmy, réalisation Pierre Sabbagh, Théâtre Marigny
- 1967 : En votre âme et conscience, épisode : L'Affaire Daurios ou le Vent du Sud de  Guy Lessertisseur
- 1969 : Les Cinq Dernières Minutes, épisode L'Inspecteur sur la piste de Claude Loursais
- 1969 : En votre âme et conscience, épisode : L'Auberge de Peyrabeille de  Guy Lessertisseur
- 1971 : Des yeux, par milliers, braqués sur nous d'Alain Boudet

## Doublage
Les dates indiquées ci-dessous correspondent aux sorties initiales des films mais pas forcément aux dates des doublages.

### Cinéma
- Anthony Quinn dans : (14 films)
  - Arènes sanglantes (1941)[3] : Manolo de Palma
  - Buffalo Bill (1944) : le chef Œil de lynx
  - À l'abordage (1952) : Capt. Roc Brasiliano
  - Le monde lui appartient (1953) : Portugee
  - Vaquero (1953) : José Esqueda
  - Le Souffle sauvage (1953) : Ward « Paco » Conway
  - L'Expédition du Fort King (1953) : Oscealo / John Powell
  - La Cité sous la mer (1953) : Tony Bartlett
  - La Vie passionnée de Vincent van Gogh (1956) : Paul Gauguin
  - La Chevauchée du retour (1957) : Bob Kallen
  - Car sauvage est le vent (1957) : Gino
  - L'Orchidée noire (1958) : Frank Valente
  - Le Dernier Train de Gun Hill (1959) : Craig Belden
  - La Diablesse en collant rose (1960) : Thomas Healy
  - Meurtre sans faire-part (1960) : Dr David Rivera
- Mike Mazurki dans : (11 films)
  - Les Conquérants d'un nouveau monde (1947) : Dave Bone
  - L'Homme aux abois (1949) : Dan
  - La Corde de sable (1949) : Pierson
  - Espionne de mon cœur (1951) : Monkara
  - L'Allée sanglante (1955) : Big Han
  - Comanche (1956) : « Bras d'Acier »
  - La Taverne de l'Irlandais (1963) : Sergent « Monk » Merkowicz
  - Un monde fou, fou, fou, fou (1963) : un grand type
  - Les Cheyennes (1964) : Sergent Stanislas Wichowsky
  - Frontière chinoise (1966) : Tunga Khan
  - L'Honorable Griffin (1967) : Mountain Ox
- James Whitmore dans :
  - Quand la ville dort (1950) : Gus Minissi
  - La poursuite dura sept jours (1954) : le sergent Elliott
  - Le Tigre du ciel (1955) : le capitaine Dad Whitman
  - Le crime, c'est notre business (1968) : Herb Sutro
  - Police sur la ville (1968) : le chef de la Police Charles Kane
- Ward Bond dans :
  - Les Conquérants (1939) : Bud Taylor
  - Les Sacrifiés (1945) : « Boast » Mulcahey
  - Permission jusqu'à l'aube (1955) : l'officier marinier en chef Dowdy
  - Rio Bravo (1959) : Pat Wheeler
- Ted de Corsia dans :
  - La Cité sans voiles (1948) : Willie l'harmonica
  - Rendez-vous avec une ombre (1957) : le lieutenant Kilrain
  - Feu sans sommation (1964) : Jeff Spangler
- Aldo Ray dans :
  - La Belle du Pacifique (1953) : le sergent Phil O'Hara
  - Cote 465 (1957) : le sergent Joseph R. Willomet alias « Montana »
  - La Guerre des cerveaux (1967) : Bruce
- Percy Herbert dans :
  - Le Pont de la rivière Kwaï (1957) : le caporal Grogan
  - La Brigade des bérets noirs (1958) : le 1er soldat anglais
  - Les Diables du Désert (1958) : White
- James Millican dans :
  - Winchester '73 (1950) : Wheeler (1er doublage)
  - Les Conquérants de Carson City (1953) : Jim Squires
- Ray Teal dans :
  - Les Aventures du capitaine Wyatt (1952) : Mohair
  - Le Fort de la dernière chance (1957) : Salt Pork
- Robert Foulk dans :
  - Je suis un aventurier (1954) : Kingman
  - Les Années sauvages (1956)[4] : Mate
- Charles McGraw dans :
  - Je reviens de l'enfer (1956) : Colonel H.R. « Mickey » McKee
  - Spartacus (1960) : Marcellus
- Claude Akins dans :
  - Collines brûlantes (1956) : Ben Hindeman
  - L'Or des pistoleros (1967) : le sergent-chef Henry J. Foggers
- Dub Taylor dans :
  - Celui par qui le scandale arrive (1960) : Bob Skaggs
  - Tick Tick Tick et la violence explosa (1970) : Junior
- Gene Evans dans :
  - Le Trésor des sept collines (1961) : McCraken
  - La Caravane de feu (1967) : Hoag
- Fernando Sancho dans :
  - Le Justicier du Minnesota (1964) : Général Domingo Ortiz
  - Le Temps des vautours (1967) : Vasquez dit « Poussière d'étoile »
- Duncan Lamont dans :
  - Frankenstein créa la femme (1967) : le prisonnier
  - Les Monstres de l'espace (1967) : Sladden
- Slim Pickens dans :
  - Une sacrée fripouille (1967) : Jarvis Bates
  - Will Penny, le solitaire (1968) : Ike Walterstein

- 1930[5] : À l'Ouest, rien de nouveau : Katczinsky (Louis Wolheim)
- 1935 : Les Révoltés du Bounty : Coleman (Percy Waram)
- 1938 : Les Justiciers du Far West : Sergent Felton (Tom London)
- 1938 : The Renegade Ranger : un homme de main de Ben Sanderson[Qui ?]
- 1940 : Les Raisins de la colère : Charles, le camionneur de l'Oklahoma (Irving Bacon) et Bill, le camionneur du Nouveau-Mexique (William Pawley)
- 1940 : Le Retour de Frank James : le pasteur (Victor Kilian)
- 1940 : Ville conquise : le chauffeur de Taxi (Murray Alper)
- 1943 : Les bourreaux meurent aussi : Inspecteur Schirmer (Louis Donath), Dr Pillar (Edmund MacDonald) et un patriote tchèque[Qui ?]
- 1944 : Buffalo Bill : Sherman (Frank Orth)
- 1945 : Crime passionnel (Fallen angel) d'Otto Preminger : Dave Atkins (Bruce Cabot)
- 1945 : Escale à Hollywood : l'officier de Police (Rags Ragland)
- 1946 : La Poursuite infernale : Charles Clanton (Grant Withers)
- 1947 : Capitaine de Castille : Coatl (Jay Silverheels)
- 1947 : Le Miracle de la 34e rue : Charlot Halloran (William Frawley)
- 1947 : Les Démons de la liberté : Tyrone (Harry Wilson)
- 1947 : La Vallée de la peur : un membre moustachu du clan Callum (Norman Jolley)
- 1947 : Ambre : Dead Eye (Will Stanton)
- 1948 : Les Trois Mousquetaires : un concive du « Dragon Rouge » (Arthur Hohl)
- 1948 : La Rivière d'argent : la voix off au tribunal
- 1948 : La Peine du talion : Sergent Jericho Howard (James McMillican)
- 1948[6] : L'Enfer de la corruption : Juice, le claustrophobe (Jack Overman)
- 1948 : Far West 89 : Cole Younger (Steve Brodie)
- 1948 : Les Amours de Carmen : Dancaire (Luther Adler)
- 1949 : Un homme de fer : Sergent McIllhenny (Robert Arthur)
- 1949 : Entrée illégale : l'acolythe du tueur abattant Sloan par erreur[Qui ?]
- 1949 : Les Chevaliers du Texas : le rancher conduisant son chariot (Al Bridge) et le convoyeur déguisé en soldat unioniste[Qui ?]
- 1949 : Le Champion : le boxeur Mendoza (Court Shepard) et deux arbitres[Qui ?]
- 1950 : Okinawa : Slattery (Bert Freed)
- 1951 : Un tramway nommé Désir : Steve (Rudy Bond)
- 1951 : Le Gouffre aux chimères : Alain Federber (Frank Cady)
- 1951 : L'Ange des maudits : Wilson (George Reeves)
- 1951 : Une veine de... : un lieutenant[Qui ?]
- 1951 : Dix de la légion : Londos (George Tobias)
- 1951 : La Bagarre de Santa Fe : Moose Legrande (Harry Cording)
- 1951 : Échec au hold-up : Gene Gunner (Paul Lees)
- 1951 : Au-delà du Missouri : un trappeur[Qui ?]
- 1951 : Les Hommes-grenouilles : Sleepy (Henry Slate)
- 1952 : Les Affameurs : le trappeur (George North)
- 1952 : Chantons sous la pluie : voix secondaires
- 1952 : Les Ensorcelés : un homme sur le tournage de La Malédiction des hommes-chats[Qui ?]
- 1952 : La Captive aux yeux clairs : l'indien pied-noir « Pauv'Diable » (Hank Worden)
- 1952 : Le Fils de Géronimo : le chef Cow (Ben Black Elk Sr.)
- 1952 : La Vallée des géants : Ole (Mel Archer)
- 1952 : L'Heure de la vengeance : Pete Robbins (Lane Bradford)
- 1952 : Courrier diplomatique : le sergent Ernie Guelvada (Karl Malden)
- 1952 : Les Conquérants de Carson City : un parachutiste britannique (Richard Wattis)
- 1952 : Mes six forçats : Jocko (Charles Buchinsky)
- 1952 : Capitaine sans loi : un marin au bord de la chaloupe[Qui ?]
- 1953 : Salomé : Ezra (Maurice Schwartz)
- 1953 : Le Vagabond des mers : Francis Burke (Roger Livesey)
- 1953 : Le Triomphe de Buffalo Bill : un cavalier[Qui ?]
- 1953 : Le Déserteur de Fort Alamo : Cobby (Dan Poore)
- 1953 : Les Rats du désert : Mick (Ben Wright)
- 1953 : La Loi du silence : un agent de police[Qui ?]
- 1953 : L'Homme au masque de cire : le serveur du Can-Can (Lyle Latell)
- 1953 : Aventure dans le Grand Nord : le mécanicien (John Indrisano)
- 1953 : La Taverne des révoltés : le caporal Olaf Swenson (Alan Hale Jr.)
- 1953 : La Tunique : un chrétien volontaire[Qui ?]
- 1954 : Rivière sans retour : un homme tirant sur les seaux au revolver[Qui ?] et un client à la table de jeux[Qui ?]
- 1954 : L'Aigle solitaire : Bill Satterwhite (Robert Keith)
- 1954 : Vera Cruz : Donnegan (Ernest Borgnine)
- 1954 : Sur les quais : Truck (Tony Galento)
- 1954 : Les Géants du cirque : la victime écrasée par le train (Don C. Harvey)
- 1954 : Le Calice d'argent : Idbash (Robert Middleton)
- 1954 : Phffft! : le chauffeur de Taxi (Jimmie Dodd)
- 1954 : Les Sept Femmes de Barbe-Rousse : le père de Dora (Dick Rich)
- 1954 : Écrit dans le ciel : Leonard « Lenny » Wilby (Wally Brown)
- 1955 : Dossier secret : un pêcheur[Qui ?]
- 1955 : À l'est d'Éden : Joe (Timothy Carey)
- 1955 : Dix hommes à abattre : deux hommes de main de Wick Campbell[Qui ?]
- 1955 : L'Enfer des hommes : le sergent Klasky (Harold "Tommy" Hart)
- 1955 : La Peur au ventre : Big Mac (Lon Chaney Jr.)
- 1955 : L'Homme qui n'a pas d'étoile : Mogollon (Myron Healey)
- 1955 : La Maison de bambou : Willy (Peter Gray)
- 1955 : Les Pièges de la passion : Orry (Jay Adler)
- 1955 : La Terre des pharaons : Mabouna (Carlo D'Angelo)
- 1955 : La Fureur de vivre : le chef de la police (Paul Birch)
- 1956 : La Prisonnière du désert : Jerem Futterman (Peter Mamakos)
- 1956 : Géant : Sarge (Mickey Simpson)
- 1956 : Voici le temps des assassins : le patron de l'hôtel Le Charolais (Maxime Fabert)
- 1956 : Le Temps de la colère : Morgan (Ken Clark)
- 1956 : Arrêt d'autobus : le contrôleur de tickets (David McMahon)
- 1956 : Brisants humains : Alvick (Jock Mahoney)
- 1956 : La Caravane des hommes traqués : Joe Graycoe (Robert J. Wilke)
- 1956 : L'Attaque du Fort Douglas : le conducteur du chariot (Clegg Hoyt)
- 1956 : Zarak le valeureux : Hassu, le borgne (Bernard Miles)
- 1956 : Derrière le miroir : Sam, le chauffeur de Taxi (John Monaghan)
- 1956 : Le Bébé et le Cuirassé : George (Lionel Jeffries)
- 1956 : L'Homme qui n'a jamais existé : le chauffeur de Taxi (Cyril Cusack)
- 1956 : La Dernière Chasse : Woodfoot (Lloyd Nolan)
- 1957 : Le Brigand bien-aimé : Bill Stiles (Sumner Williams)
- 1957 : Pour que les autres vivent : Joe Woolsek (Danny Green)
- 1957 : Les Plaisirs de l'enfer : Lucas Cross (Arthur Kennedy)
- 1957 : Torpilles sous l'Atlantique : Robbins (Joe Di Reda)
- 1957 : Police internationale : la capitaine Varolli (Martin Benson) et le second barman (Danny Green)
- 1957 : Terreur dans la vallée : un membre du détachement armé[Qui ?]
- 1957 : Le Survivant des monts lointains : Tommy Shannon (Harold Tommy Hart) (1er doublage)
- 1958 : Le Gaucher : un des hommes de John Henry Tunstall[Qui ?]
- 1958 : La Forêt interdite : Cottonmouth dit « Gueule d'amour » (Burl Ives)
- 1958 : Les Boucaniers : Pyke (George Mathews)
- 1958 : Le Vieil Homme et la Mer : Martin (Hervé Bellaver)
- 1958 : Libre comme le vent : Dallas Hanson (Richard Erdman)
- 1958 : L'Or du Hollandais : le comanche (Anthony Caruso)
- 1958 : La Tempête : Sokolov (Janez Vrhovec (sr))
- 1958 : La Blonde et le Shérif : un homme du ranch Lazy S[Qui ?]
- 1958 : La Vallée de la poudre : un habitant oisif (Norman Leavitt)
- 1958 : 10, rue Frederick : Johnny, le 2d voyou du parking (Mike Pataki)
- 1959 : Le Confident de ces dames : Antoine (Memmo Carotenuto)
- 1959 : Le Courrier de l'or : Willis (Walter Barnes)
- 1959 : Les Bateliers de la Volga : le professeur (Gert Fröbe)
- 1959 : Le Bourreau du Nevada : Al Cruse (Mickey Shaughnessy)
- 1959 : Un matin comme les autres : Smedley Jones (Jim Hayward)
- 1959 : Duel dans la boue : McLean (Steve Darrell)
- 1959 : La Mission secrète du sous-marin X-16 : le premier maître York (Henry Kulky)
- 1960 : Le Sergent noir : le sergent de garde au tribunal (Jack Pennick)
- 1960 : Du haut de la terrasse : Samuel Eaton (Leon Ames)
- 1960 : Piège à minuit : Roy Ash (Anthony Dawson)
- 1960 : Le Milliardaire : le balayeur de l'hôtel (Bill McLean)
- 1961 : L'Arnaqueur : le barman Mack (Jake La Motta)
- 1961 : Les Cavaliers de l'enfer : Cal (Steve Darrell)
- 1961 : Amour sauvage : le gérant du stand « Chamboule tout » (Mike Lally)
- 1961 : La Vengeance d'Ursus : Anio, l'aubergiste (Ugo Sasso)
- 1961 : Le Diable à 4 heures : Aristide Giraud (Lou Merrill)
- 1961 : La Ruée des Vikings : le viking borgne à l'œil gauche[Qui ?] et un pêcheur[Qui ?]
- 1961 : Hold-up au quart de seconde : Rocky (Paul Salata)
- 1962 : Les Maraudeurs attaquent : Muley (Charles Briggs)
- 1962 : La Conquête de l'Ouest : Jim Huggins (Jay C. Flippen)
- 1962 : Coups de feu dans la Sierra : Joshua Knudsen (R. G. Armstrong)
- 1962 : L'Inconnu du gang des jeux : un sbire de Tony Gagouts (Mack Gray)
- 1962 : Les Trois Stooges contre Hercule : Achille l'anguille (Lewis Charles)
- 1962 : Fureur à l'ouest : Johnny Silver (Guy Mitchell)
- 1963 : Docteur Jerry et Mister Love : le professeur de culture physique (Murray Alper)
- 1963 : Le Vilain Américain : Joe Bing (Judson Pratt)
- 1963 : Le Motel du crime : Mac McWade (Arch Johnson)
- 1963 : Un chef de rayon explosif : le chauffeur de Taxi (Mickey Finn)
- 1963 : Lancelot chevalier de la reine : Ulfus (Christopher Rhodes)
- 1963 : La Revanche du Sicilien : le joueur de craps malchanceux (Clegg Hoyt)
- 1963 : La Poupée diabolique : Hans (Guy Deghy)
- 1964 : Les Pirates du diable : Miller (Philip Latham)
- 1964 : La Charge de la huitième brigade : le sergent Fry (Richard X. Slattery)
- 1964 : Zoulou : le soldat de 2e classe John Thomas (Neil McCarthy)
- 1964 : Duel à Rio Bravo : le pilier de bar éméché[Qui ?]
- 1964 : L'Homme à tout faire : un aboyeur du stand de tir[Qui ?]
- 1964[7] : Le Masque de la mort rouge : le représentant des villageois survivants (David Davies)
- 1964 : My Fair Lady : Alfred P. Doolittle (Stanley Holloway)
- 1964 : Le Bataillon des lâches : le soldat Fergus « Slasher » O'Toole (J. Lewis Smith)
- 1965 : La Bataille des Ardennes (Battle of the Bulge) de Ken Annakin : Sergent tankiste (Telly Savalas)
- 1965 : La Grande Course autour du monde : un client du Saloon[Qui ?]
- 1965 : Le Cher Disparu : Sam, le gourou Brahmin (Lionel Stander)
- 1965 : Cyclone à la Jamaïque : un matelot du capitaine Marpole[Qui ?]
- 1965 : Le Jeune Cassidy : un comédien sur la scène du théâtre[Qui ?]
- 1965 : Les Dix Petits Indiens : William Henry Blore (Sterling Holloway)
- 1966 : Alvarez Kelly : le capitaine sudiste Williams (Robert Morgan)
- 1966 : Nevada Smith : Cipriano (Ric Roman)
- 1966 : Navajo Joe : un des hommes de Duncan[Qui ?]
- 1966 : La Canonnière du Yang-Tsé : l'électricien Harris (Ford Rainey)
- 1966 : Propriété interdite : Knope (Alan Baxter)
- 1966 : L'Homme de la Sierra : Squint Eye (Alex Montoya)
- 1966 : Du sang dans la montagne : Sancho (Mirko Valentin)
- 1966 : Mon nom est Pécos : Eddie (Louis Cassel)
- 1966 : Dracula, prince des ténèbres : le cocher (John Maxim)
- 1966 : Trois Cavaliers pour Fort Yuma : Gordon / Or 44 (José Calvo)
- 1966 : Notre homme Flint : Hans Grüber (Michael St. Clair)
- 1966 : 4 dollars de vengeance : le détenu chauve[Qui ?] et le bras droit de Manuel de Losa[Qui ?]
- 1966 : Madame X : Sergent Riley (Bing Russell)
- 1967 : Chef de patrouille (First to Fight) de Christian Nyby : Sergent Tweed (Gene Hackman)
- 1967 : Peter Gunn, détective spécial : Tinker (J. Pat O'Malley)
- 1967 : Le Shérif aux poings nus : Smoky Staub (James McCallion)
- 1967 : Le Retour de Django : Hurricane (Lucio De Santis)
- 1967 : L'Affaire Al Capone : le témoin appelant la police au téléphone (Vincent Barbi)
- 1967 : Le Crédo de la violence : Carmody (Clegg Hoyt)
- 1967 : Le Défi de Robin des Bois : le conducteur de chariot (Norman Mitchell)
- 1967 : Le Dernier Safari : le réfugié (Liam Redmond)
- 1968 : Syndicat du meurtre : Greavy (Leonard Bremen)
- 1968 : La Femme en ciment : l'homme au Strip Show (B. S. Pully)
- 1968 : La Bande à César : le chef cuisinier (Nino Musco)
- 1969 : Willie Boy : un membre du « Posse »[Qui ?]
- 1969 : L'Arrangement : Joe Arness (E.J. André)
- 1969 : Butch Cassidy et le Kid : le vendeur de bicyclette (Henry Jones)
- 1969 : La Bataille d'El Alamein : le soldat italien conduisant le camion (Giuseppe Castellano)
- 1969 : Au paradis à coups de revolver : Garvey (Noah Beery Jr.)
- 1969 : La Mutinerie : Bugsy (Mike Kellin)
- 1969 : Cent dollars pour un shérif : Dirty Bob (Carlos Rivas)
- 1969 : Sept hommes pour Tobrouk : le colonel Hastings (Robert Dalban)
- 1970 : Le Miroir aux espions : Fritsche (Guy Deghy)

### Télévision
- 1954 : Rintintin : Clément Pringle (Hal Hopper) épisode L'Enfant de la forêt
- 1954 : Rintintin : Bascom (Mickey Simpson) épisode Le nouveau barbier de Séville
- 1955 : Rintintin : Alex Thomas (Paul Sorensen) épisode Adieu Fort Apache
- 1955 : Rintintin : Turner (Paul Richards (en)) épisode La Dernière chance
- 1956 : Rintintin : Douglas Hayes (Leo Gordon) épisode Le Troisième Cavalier
- 1960 : Destination Danger : Ajani (Christopher Carlos) épisode Moment décisif
- 1960 : Destination Danger : l'aubergiste (Percy Herbert) épisode Les Conspirateurs
- 1960 : Destination Danger : le garde du train (Guy Deghy) épisode Le Traître
- 1967 : Perdus dans l'espace : Deek (Craig Duncan) épisode Le Trésor de la planète perdue

### Animation
- 1961 : Les Aventures de Tintin, d'après Hergé : le capitaine Haddock